# Meniscocephalus eximius
Meniscocephalus eximius är en stekelart som beskrevs av Perkins 1906. Meniscocephalus eximius ingår i släktet Meniscocephalus och familjen sköldlussteklar. Inga underarter finns listade i Catalogue of Life.